# 廣夏郡
廣夏郡，中国西涼时设置的郡。

## 建置沿革
西涼建初元年（405年），以中州人五千戶置廣夏郡，領縣不可考，屬涼州。北涼玄始九年（420年），佔領廣夏郡，廢置情況不詳。

## 太守
- 宋繇，西涼李歆嘉興元年（417年）出任。[1]